# Lucien Bourjeily
Lucien Bourjeily é um dramaturgo, director de cinema e roteirista libanês. Ele esteve implicado nos primeiros espectáculos de teatro de improvisação profissional no Médio Oriente, desafiando todas as leis de censura que ainda se aplicam na região. Tem um mestrado em Belas Artes da Universidade Loyola Marymount em Los Angeles, Estados Unidos.

## Carreira
O seu trabalho tanto no teatro como no cinema tem sido exibido em festivais ao redor do mundo e lhe valeu vários prémios e nomeações, como o Prémio do Júri no Festival Internacional de Cinema de Dubai, de 2017. Ele participou no Festival LIFT de Londres, em 2012, com a sua obra experimental 66 Minutos em Damasco, que foi eleita como uma das dez obras no mundo que "repensaram o palco" pelo Huffington Post. Apesar de 66 Minutos em Damasco ter sido uma resposta aos acontecimentos actuais na Síria o seu trabalho, com frequência, tem sido uma resposta às circunstâncias políticas.
Em 2012 foi eleito pela CNN como uma das principais luzes culturais da cena artística contemporânea do Líbano que estão a ter um impacto no seu país e internacionalmente. Um ano mais tarde desafiou o governo libanês com uma obra de luta contra a censura titulada Aprovar-se-á ou não?, cuja representação pública foi vetada pela autoridade de segurança libanesa, mas que teve uma forte repercussão nos meios. Devido a estes inconvenientes, em maio de 2014 a autoridade de segurança confiscou o passaporte de Bourjeily mediante um procedimento administrativo chamado "dominação dos críticos", que se retirou 48 horas depois dado o protesto geral do público libanês. Pelo seu activismo contra a censura sobre as artes no Líbano, foi nomeado para o prémio "Liberdade de Expressão" em 2014, que se celebra anualmente no Centro Barbican de Londres.
Escreveu e dirigiu Vanishing State no Centro de Artes de Battersea de Londres, como parte do festival LIFT 2014. Apenas alguns meses depois de terminar a guerra civil em Tripoli, durante a primavera de 2015, escreveu uma obra titulada Amor e guerra na azotea, na qual se dirigiu a vários ex-combatentes dos bairros em guerra de Beb El Tebbeneh e Jabal Mohsen.
A sua obra mais recente, titulada Síndrome de Beirut, foi proibida no Líbano em outubro de 2015 por abordar a temática da corrupção política no país. Depois de dirigir uma grande quantidade de curtas-metragens, em 2017 estreou a sua primeira longa-metragem, titulada Heaven Without People (O céu sem gente). O filme estreou-se a concorrer na edição número 14 do Festival Internacional de Cinema de Dubai.

## Filmografia

### Cinema
- 2017 - Heaven Without People (estreia da longa-metragem)
- 2013 - Ariel in Beirut (curto)
- 2013 - Ao Kamache (documentário)
- 2012 - What would you do without me Dada Bunny? (curta)
- 2011 - The Awooga Method (curta)
- 2011 - The Earplugs (curta)
- 2010 - Akh Ursula Akh (curta)
- 2008 - Taht el aaricha (curta)